# The O’Jays
The O’Jays – amerykańska grupa soulowa założona w Ohio w 1958, początkowo jako The Triumphs, następnie The Mascots. Nazwę The O’Jays zespół przyjął w 1963. Pierwszą płytę Comin' Through formacja wydała dwa lata później, jednak największym sukcesem okazał się piąty album z 1972, z którego pochodzi tytułowy utwór „Back Stabbers”.
W 2005 The O’Jays zostali wprowadzeni do Rock and Roll Hall of Fame.

## Dyskografia

### Albumy
- Comin' Through (1965)
- Soul Sounds (1966)
- Back on Top (1968)
- The O’Jays in Philadelphia (1969)
- Back Stabbers (1972)
- Ship Ahoy (1973)
- Family Reunion (1975)
- Survival (1975)
- Message in the Music (1976)
- Travelin´ at The Speed of Thought (1977)
- So Full in Love (1978)
- Identify Yourself (1979)
- The Year 2000 (1980)
- My Favourite Person (1982)
- When Will I See You Again (1983)
- Love and More (1984)
- Love Fever (1985)
- Let Me Touch You (1987)
- Serious (1989)
- Emotionally Yours (1991)
- Home for Chrismas (1991)
- Heartbreaker (1993)
- Love You to Tears (1997)
- For the Love (2001)
- Imagination (2004)

### Single
- „For the Love of Money/Back Stabbers” (1989)
- „Don't Let Me Down” (1991)
- „Emotionally Yours” (1991)
- „I Love Music” (1991)
- „Keep on Loving Me” (1991)
- „Somebody Else Will” (1993)
- „Heartbreaker” (1993)
- „What's Stopping You” (1997)
- „Baby You Know” (1997)
- „Soul Singles” (2004)

### Składanki
- Full of Soul (1968)
- The Best of the O’Jays (1972)
- The O’Jays Live in London (1974)
- Collectors' Items (1977)
- Greatest Hits (1984)
- Reflections in Gold (1973–82) (1988)
- Love Train: The Best of the O’Jays (1994)
- Give the People What They Want (1995)
- Super Hits (1998)
- The Best of the O’Jays: 1976–1991 (1999)
- The Ultimate O’Jays (2001)
- The Essential O’Jays (2005)